# Анрик, Жак
Жак Анрик (фр. Jacques Henric; род. 21 декабря 1938 года, Париж) — французский критик, эссеист, романист. Родился в Париже, учился в Шалон-ан-Шампань и Дижоне. Преподавал в различных коллежах и лицеях Франции.
С 1991 года женат на искусствоведе Катрин Милле, известной по своей книге «Сексуальная жизнь Катрин М».
Сотрудничал с коммунистической прессой; был близок к группе Тель Кель. Первые романы публиковал в издательстве «Сёй»; затем публиковался в ряде других крупных французских издательств. В 2016 году получил премию Медичи за лучшее эссе. Лауреат премии Сада.
В 2015 году сыграл в историческом фильме Альберта Серра «Смерть Людовика XIV», где исполнил роль святого отца Ле Телье.